# Paectes fabrica
Paectes fabrica là một loài bướm đêm trong họ Noctuidae.